# Choi Byung-chan
 (avril 2023).
La mise en forme du texte ne suit pas les recommandations de Wikipédia : il faut le « wikifier ».
Les points d'amélioration suivants sont les cas les plus fréquents. Le détail des points à revoir est peut-être précisé sur la page de discussion.
- Les titres sont pré-formatés par le logiciel. Ils ne sont ni en capitales, ni en gras.
- Le texte ne doit pas être écrit en capitales (les noms de famille non plus), ni en gras, ni en italique, ni en « petit »…
- Le gras n'est utilisé que pour surligner le titre de l'article dans l'introduction, une seule fois.
- L'italique est rarement utilisé : mots en langue étrangère, titres d'œuvres, noms de bateaux, etc.
- Les citations ne sont pas en italique mais en corps de texte normal. Elles sont entourées par des guillemets français : « et ».
- Les listes à puces sont à éviter, des paragraphes rédigés étant largement préférés. Les tableaux sont à réserver à la présentation de données structurées (résultats, etc.).
- Les appels de note de bas de page (petits chiffres en exposant, introduits par l'outil «  Source ») sont à placer entre la fin de phrase et le point final[comme ça].
- Les liens internes (vers d'autres articles de Wikipédia) sont à choisir avec parcimonie. Créez des liens vers des articles approfondissant le sujet. Les termes génériques sans rapport avec le sujet sont à éviter, ainsi que les répétitions de liens vers un même terme.
- Les liens externes sont à placer uniquement dans une section « Liens externes », à la fin de l'article. Ces liens sont à choisir avec parcimonie suivant les règles définies. Si un lien sert de source à l'article, son insertion dans le texte est à faire par les notes de bas de page.
- La présentation des références doit suivre les conventions bibliographiques. Il est recommandé d'utiliser les modèles {{Ouvrage}}, {{Chapitre}}, {{Article}}, {{Lien web}} et/ou {{Bibliographie}}. Le mode d'édition visuel peut mettre en forme automatiquement les références.
- Insérer une infobox (cadre d'informations à droite) n'est pas obligatoire pour parachever la mise en page.

Pour une aide détaillée, merci de consulter Aide:Wikification.
Si vous pensez que ces points ont été résolus, vous pouvez retirer ce bandeau et améliorer la mise en forme d'un autre article.
Choi Byung-chan, coréen : 최병찬, né le 12 novembre 1997, connu aussi sous le nom de Byungchan, est un artiste sud-coréen. Il commence sa carrière musicale en 2016 en tant que membre du groupe sud-coréen Victon. En 2020, il entame sa carrière d'acteur en faisant ses débuts dans le drame Live On.

## Carrière

### 2016-2018: débuts avec Victon
En 2014, Choi Byung-chan commence son parcours chez A Cube Entertainment, rebaptisé Plan A en 2015 puis IST Entertainment en 2022, en tant que stagiaire. Il est l'un des membres fondateurs du premier groupe de stagiaires masculins de l'entreprise, avec les membres de Victon Heo Chan, Han Seung-woo  et Kang Seung-sik. En 2016, il est choisi comme membre du nouveau groupe de garçons de l'entreprise, initialement connu sous le nom de Plan A Boys. Il participe également à leur émission de télé-réalité pré-début, Me and 7 Men. En novembre 2016, il fait finalement ses débuts dans le groupe officiel de Plan A, qui est renommé Victon.

### 2019-présent:Produce X 101et débuts d'acteur
Choi Byung-chan prend part à Produce X 101 en 2019 aux côtés de Han Seung-woo. Toutefois, le 11 juillet de la même année, ildoit se retirer définitivement de l'émission en raison d'une douleur de plus en plus intense due à une tendinite achilléenne. Après avoir récupéré, il devient présentateur du programme Banban Show de SBS MTV aux côtés de Jang Sung-kyu  et Song Yuvin également participant de Produce X 101. Par la suite, Choi a fait son retour à Victon pour prendre part à leurs promotions pour l'album Nostalgia.
Il se voit contraint de limiter sa participation lors de la promotion du sixième EP de Victon, intitulé Continuous, en raison d'une hernie discale cervicale.
Choi Byung-chan fait ses débuts comme acteur dans la série Live On en novembre 2020. Il interprète le rôle de Kim Yoo-shin et reçoit des éloges pour son interprétation tridimensionnelle du personnage. Pour promouvoir ses débuts en tant qu'acteur, il apparait dans le magazine 1st Look.
En octobre 2021, Choi Byung-chan tourne dans son premier drame historique The King's Affection. En février 2022, il interprète le rôle de Shin Ha-min dans la série Business Proposal.
IST Entertainment annonce le 20 avril 2023 que Choi Byung-cha a décidé de ne pas renouveler son contrat avec l'agence.

## Discographie

### Crédits de composition
Sauf mention contraire, tous les crédits de chansons sont issus de la base de données de la Korea Music Copyright Association.
| Titre                  | Année | Artiste | Album                    | Compositeur | Lyrique |
| ---------------------- | ----- | ------- | ------------------------ | ----------- | ------- |
| "What Time Is It Now?" | 2016  | Victon  | Voice to New World       | (na)        | Oui     |
| "Just Come"            | 2017  | Victon  | Non-album single         | Oui         | Oui     |
| "Have A Good Night"    | 2017  | Victon  | From. Victon             | (na)        | Oui     |
| "Carry On"             | 2021  | Victon  | Voice: The Future Is Now | (na)        | Oui     |
| "Sweet Travel"         | 2021  | Victon  | Non-album single         | (na)        | Oui     |
| "Feels Good"           | 2022  | Victon  | Choice                   | (na)        | Oui     |

## Filmographie

### Séries télévisées
| Année | Titre                | Fonction                 | Ref.   |
| ----- | -------------------- | ------------------------ | ------ |
| 2020  | Live On              | Kim Yoo-shin             | [ 2 ]  |
| 2021  | The King's Affection | Kim Ga-on / Kang Eun-seo | [ 15 ] |
| 2022  | Business Proposal    | Shin Ha-min              | [ 12 ] |

### Programmes de télévision
| Année | Titre            | Fonction    | Notes                          | Ref. |
| ----- | ---------------- | ----------- | ------------------------------ | ---- |
| 2019  | Production X 101 | Candidat    |                                |      |
| 2022  | M Countdown      | MC spéciale | 20 janvier, 21 juillet-18 août | ,    |